# Stjärnblomster
Stjärnblomster, född 1 juli 2014, är en svensk kallblodig travare, mest känd för att ha segrat i Sto-SM för kallblod fyra gånger i rad.

## Bakgrund
Stjärnblomster är ett brunt sto efter B.W.Modde och under Järvsö Blomster (efter Järvsöviking). Hon föddes upp av Manapå HB, m.fl. och ägs av Stall Rabatt (en ägarkonstellation av tio andelar; Remy Nilson, Mats Denninger, Stig Wiklund, Mats Norberg, Markus Myron, Iia och Johan Abenius, Hanna Wallin, Dan Grossmann och Bengt Bohm). Hon tränades av Jan-Olov Persson och kördes oftast av Mats E. Djuse.

### Härstamning
B.W.Modde tillhörde kulltoppen som treåring och segrade i Svenskt Kallblodskriterium (2012). Han segrade 12 gånger på 26 starter och tjänade 1 169 331 kr. B.W.Modde har 187 svenskregistrerade avkommor varav Stjärnblomster är den mest framgångsrika.
Järvsö Blomster, som köptes av Stall Rabatt som tvååring 2011, betäcktes 2013 som fyraåring på grund av en skada och nedkom med Stjärnblomster följande år. Järvsö Blomster gjorde sedan comeback på tävlingsbanan i aug 2015 och inledde en mycket framgångsrik karriär med bland annat två SM tecken och totalt 1 451 258 kr insprunget.

## Karriär
Stjärnblomster var framgångsrik som unghäst med bland annat seger i Derbystoet (2018) i Sverige och en andraplats i norska Stoderbyt. Hon betäcktes som fyraåring och nedkom 2019 med Blomsterprinsen.
Hösten 2020 gjorde Stjärnblomster comeback på banan med en lite trevande inledning. Efter en rehabperiod vintern 2021 har hon blommat ut till världens bästa kallblodiga sto med bland annat fyra SM-tecken, fyra svenska rekord och V75 segrar (mot hingsteliten). Hon har segrat i alla tre kallblodsländer och är Sveriges vinstrikaste kallblodiga sto genom tiderna. Stjärnblomster avslutade sin tävlingskarriär på Hagmyren genom att vinna Sto-SM för fjärde året i rad. Hon vann totalt 40 segrar, hade 7 andraplatser samt 5 tredjeplatser på 66 starter och tjänade 4 736 093 kr med snabbaste tiden 20,2 ak.

## Avelskarriär
Efter att Stjärnblomster avslutat sin tävlingskarriär betäcktes hon med Bäcklös Uriel, och blev sedermera dräktig.